# Lacalm
Lacalm korábbi község Franciaország Okcitánia régiójában, Aveyron megyében. Lakosainak száma 166 fő (2018. január 1.). Lacalm Alpuech, Cantoin, Vitrac-en-Viadène, Jabrun, Lieutadès és La Trinitat községekkel határos.
2016. január 1-jén öt másik korábbi községgel egyesült és az így létrejött Argences en Aubrac új község része lett.

## Népesség
A település népessége az elmúlt években az alábbi módon változott:
| Lakosok száma | 424  | 393  | 274  | 230  | 208  | 211  | 190  | 185  | 168  | 166  |
|               | 1962 | 1968 | 1982 | 1990 | 1999 | 2008 | 2011 | 2013 | 2017 | 2018 |